# Eilema aurantiotestacea
Eilema aurantiotestacea är en fjärilsart som beskrevs av Rothschild 1912. Eilema aurantiotestacea ingår i släktet Eilema och familjen björnspinnare. Inga underarter finns listade i Catalogue of Life.